# Tritlenek azotu
Tritlenek azotu, nazwa Stocka: tlenek azotu(VI), nadtlenek azotu, NO
3 – nieorganiczny związek chemiczny z grupy tlenków azotu, w którym atom azotu występują na formalnym stopniu utlenienia VI. Powstaje z pentatlenku diazotu (N
2O
5) pod wpływem ozonu, nie zawiera wiązania nadtlenkowego −O−O− i jest silnym utleniaczem. Pod wpływem wody rozkłada się do kwasu azotowego i tlenu.
Według dawnych doniesień obserwowano go jako niebieski gaz, który podczas ogrzewania do temperatury 100 °C rozkładał się z towarzyszącą luminescencją. Uważano też, że można uzyskać jego roztwory eterowe.
Obecnie wiadomo, że NO
3 jest rodnikiem azotanowym, który jest trwały na tyle, że można go analizować w stanie gazowym bezpośrednio po otrzymaniu lub stabilizować przez uwięzienia w matrycy neonowej w temperaturze kilku kelwinów. Silnie absorbuje światło w całym zakresie widzialnym, z dwoma maksimami przy 627 i 662 nm. Laboratoryjnie otrzymać go można, oprócz reakcji N
2O
5 + O
3, przez fotolizę azotanu chloru (ClONO
2) lub pentatlenku diazotu (N
2O
5) oraz w reakcji atomowego fluoru z kwasem azotowym:
F + HNO
3 → NO
3 + HF
NO
3 powstaje naturalnie w atmosferze w reakcji NO
2 z ozonem. W ciągu dnia ulega szybkiej fotolizie, natomiast w nocy akumuluje się i odgrywa znaczącą rolę jako utleniacz związków organicznych obecnych w atmosferze, przy czym przekształca się w kwas azotowy prowadzący do powstawania kwaśnych deszczów.